# Аборты в Финляндии
Аборты в Финляндии являются законными и бесплатными по широкому диапазону обстоятельств. По международным стандартам, политические разногласия умеренные и заболеваемость низкая.

## Правовые основы
Согласно закону разрешение на аборт требует подписи не менее одного врача (а в некоторых случаях — двух), и в некоторых случаях дополнительное разрешение от «Валвира» (Национального надзорного органа социального обеспечения и здравоохранения). Период беременности также влияет на выдачу разрешения. Ключевые периоды 0—12 недель, 13—20 недель, и более 20 недель. Одной подписи врача достаточно для прекращения беременности сроком 0-12 недель, когда пациентке не исполнилось 17 или более 40 лет, а также если заявитель уже родила 4 и более детей независимо от возраста. В противном случае нужны подписи двух врачей. Основания для принятия: потенциальные физические или психические расстройства, если беременность будет продолжаться; или если беременность возникла в результате серьёзного преступления (например, изнасилования или инцеста) или в случае болезни одного из родителей, которое затрудняет нормальное воспитание ребёнка. Ссылка на «Валвиру» для рассмотрения и принятия решения необходима во всех случаях между 13—20 неделями; или когда есть основания по патологии плода (в этом случае срок 20 недель вырастает до 24 недель) или в любом случае, если врач принял отрицательное решение. При сроке более 20 недель угроза жизни матери — это единственная уважительная причина для прекращения беременности.

## История
В Финляндии аборты были запрещены до 1950 года, когда парламент Финляндии легализовал аборты для сохранения физического или психического здоровья женщины, если женщина была в возрасте до 16 лет, если плод мог быть повреждён, или если беременность наступила в результате изнасилования. Под давлением движения за освобождение женщин и поддержки редакций большинства национальных газет, финское право претерпело дальнейшую либерализацию 1970 года. Закон 1970 года разрешил аборты до 16 недель беременности по широкому ряду социально-экономических причин, если женщина моложе 17 и старше 40 лет, если она уже имела четырёх детей, или если хотя бы один из родителей не сможет воспитывать ребёнка из-за болезни или психического расстройства.
Этот срок в 1979 году снизили с 16 до 12 недель. Закон 1970 года также разрешил аборты до 20 недель беременности в случае внутриутробной деформации или физической угрозы для здоровья женщины. Законопроект 1985 года позволил аборты до 20 недель беременности несовершеннолетним женщинам и до 24-й недели, если амниоцентез и УЗИ обнаружили серьёзную инвалидность плода.
В 2008 году было произведено 10 423 аборта в Финляндии. Наблюдается постепенное снижение количества абортов с течением времени, в значительной степени это можно объяснить уменьшением в возрастной группе 20 лет. По состоянию на 2010 год количество абортов составило 10,4 на 1000 женщин в возрасте 15—44 лет.

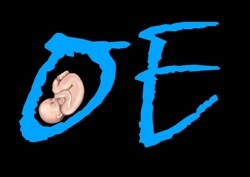
Oikeus Elämään

Аборты предоставляются бесплатно в общественных больницах. Аборты в частных клиниках находятся вне закона, хотя врачи имеют право выполнять эту процедуру за пределами больниц в чрезвычайных обстоятельствах. Незаконные аборты случаются очень редко, поскольку, по всеобщим условиям, предусмотренным законом, на практике женщина может сделать аборт почти при любых обстоятельствах.
Политические противоречия, связанные с законом 1970 года, были слабыми. Члены парламента от правых партий, в частности Истинных финнов, периодически выступают с заявлениями, в которых осуждают аборты как аморальные. Однако после легализации ещё не было ни одной целенаправленной политической кампании, чтобы существенно ограничить аборты.